# Verdrillschema
Ein Verdrillschema ist ein Schema, nach dem die Verdrillung von Freileitungen mittels Verdrillmasten erfolgt. Um einen gleichmäßigen kapazitiven Belag der mit Dreiphasenwechselstrom betriebenen Freileitung zu gewährleisten, muss jeder der drei Leiter einmal an einem Platz der Freileitung hängen. Damit erhält man je nach Leitungsart die α-, β- oder γ-Verdrillungen.

## α-Verdrillung

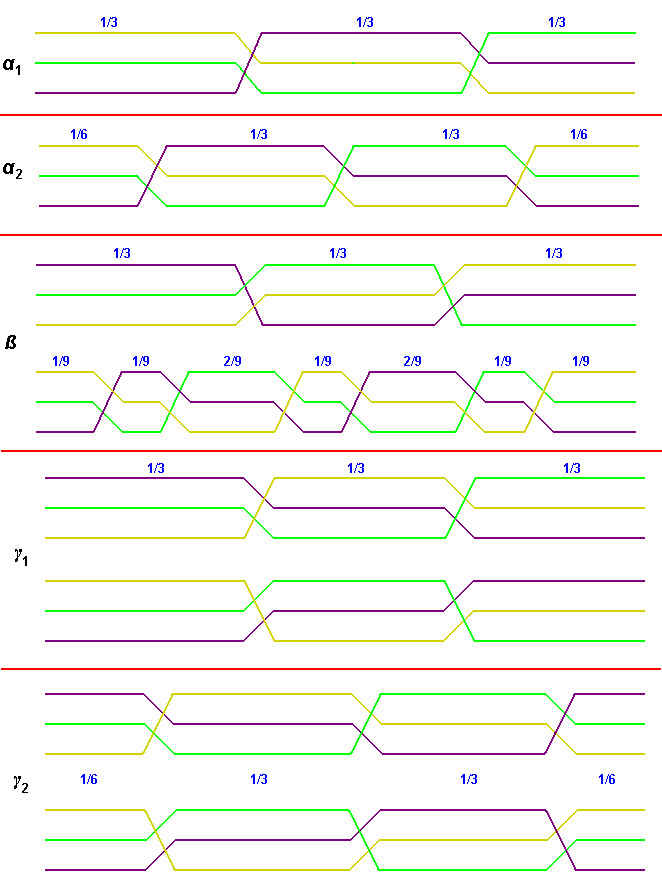
Verschiedene Verdrillarten

Bei einkreisigen Drehstromleitungen erfolgt eine Verdrillung bei 1/3 und 2/3 der Leitungslänge (α1).
Da dies zu einer unterschiedlichen Abfolge der Phasen am Anfang und Ende der Leitung führt, wird stattdessen oft mit dem α2-Schema gearbeitet, bei dem die 1/3-Verdrillung in zwei zu je 1/6 aufgeteilt wird.

## β-Verdrillung
Bei zweikreisigen Drehstromleitungen erfolgen die Verdrillungen, wenn beide Leitungen asynchron betrieben werden, bei dem einen Stromkreis bei 1/3 = 3/9 und 2/3 = 6/9 der Leitungslänge sowie beim anderen Stromkreis bei 1/9, 2/9, 4/9, 5/9, 7/9 und 8/9 der Leitungslänge.

## γ-Verdrillung
Bei zweikreisigen Drehstromleitungen erfolgen die Verdrillungen, wenn beide Leitungen synchron betrieben werden, ebenfalls bei 1/3 und 2/3 der Leitungslänge, wobei der Umlaufsinn der beiden Kreise entgegengesetzt zueinander ist (γ1-Verdrillung).
Soll die Phasenfolge am Anfang und am Ende der Leitung wieder gleich sein, so wird ein Drittel der Verdrillung geteilt und die Leitung nach dem Schema 1/6, 1/3, 1/3, 1/6 verdrillt (γ2-Verdrillung).

## Besonderheiten

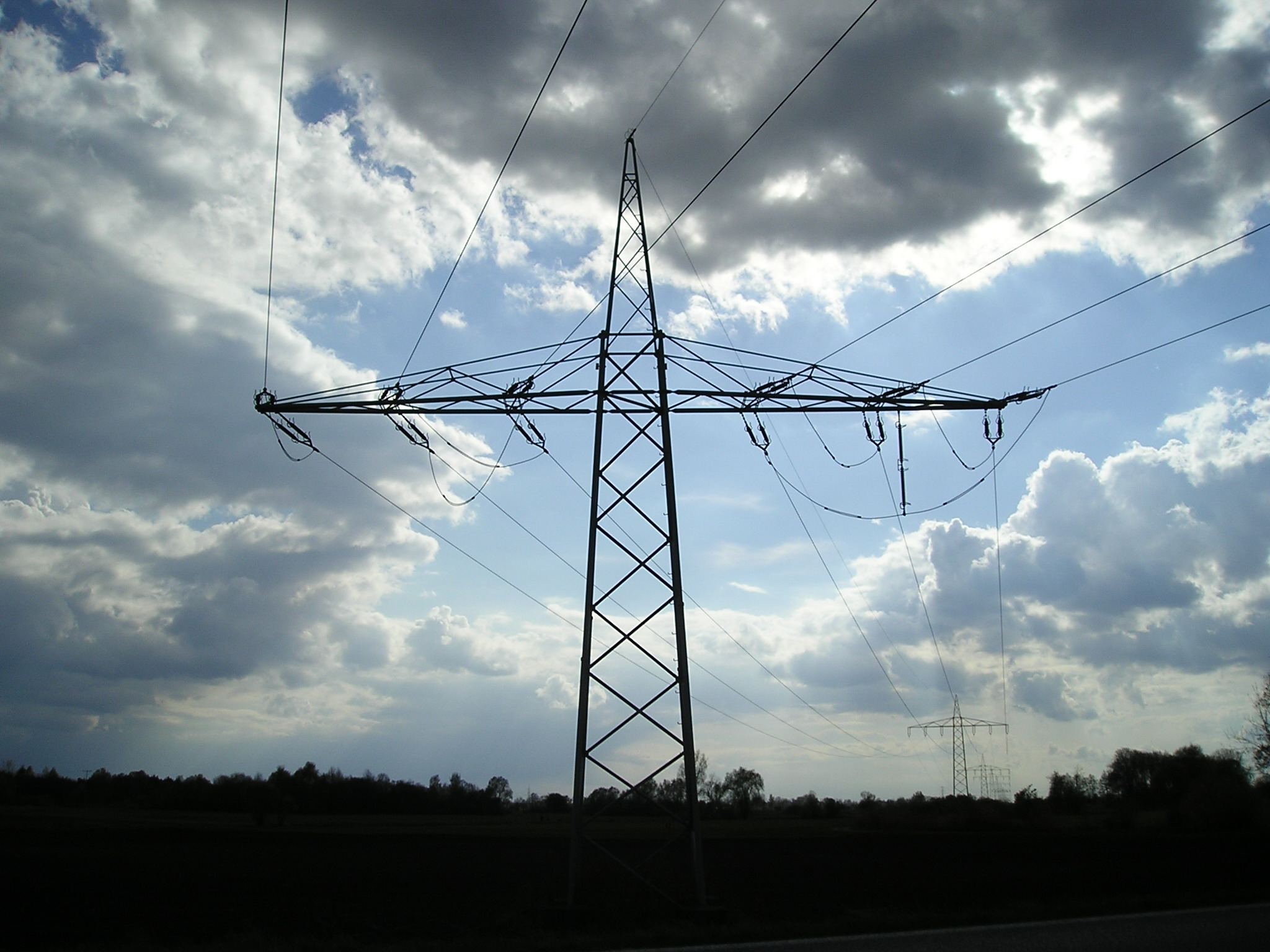
An diesem Verdrillmast werden links zwei Phasen getauscht, rechts alle drei rotiert.

Da bei mehrkreisigen Drehstromleitungen häufig die durch gegenseitige Beeinflussung der Stromkreise hervorgerufene Unsymmetrie größer ist als die durch den Aufbau der Leitung bedingte, findet man auch Verdrillungen, die nicht dem Verdrillschema entsprechen.
Nicht selten werden bei Drehstromleitungen an der Verdrillstelle nur zwei Phasen verdrillt.
Es gibt auch Energieversorgungsunternehmen, die auf Verdrillungen ganz verzichten, z. B. in Belgien.

## Beispiel
Verdrillschema der 1929 fertiggestellten Hochspannungsleitung Hoheneck-Herbertingen (Länge: 123,5 Kilometer). Bis 1964 trug diese Leitung zwei 220-kV-Drehstromkreise, seit 1964 ist diese Leitung eine 380-kV/220-kV-Leitung. Ursprünglich existierten neun Verdrillstellen, da beide Stromkreise asynchron betrieben wurden. Mittlerweile sind auch die beiden letzten Verdrillmasten bei Rommelsbach und Gomadingen zu normalen Abspannmasten zurückgebaut worden.
| Mast     | Abstand zum Ausgangspunkt (Umspannwerk Hoheneck) | Zustand     |
| -------- | ------------------------------------------------ | ----------- |
| Mast 48  | 12,3 km                                          | aufgelassen |
| Mast 90  | 24,4 km                                          | aufgelassen |
| Mast 174 | 47,6 km                                          | aufgelassen |
| Mast 206 | 57,7 km                                          | aufgelassen |
| Mast 260 | 72,7 km                                          | aufgelassen |
| Mast 288 | 80,8 km                                          | aufgelassen |
| Mast 316 | 88,6 km                                          | aufgelassen |
| Mast 366 | 101,8 km                                         | aufgelassen |
| Mast 413 | 114,6 km                                         | aufgelassen |